# اسبچه شتلند
اسبچه شتلند (به انگلیسی: Shetland pony) یا به اختصار شتلند، نژادی کوچک،ولی قوی هیکل از اسبچه‌ها می‌باشد که بسیار باهوش بوده و پاهایی کوتاه و یال و دمی بلند دارد و نخستین بار در شتلند اسکاتلند پرورش داده شده‌است.
اسبچه شتلند به دلیل کوچکی اندازه‌اش به عنوان اسبچه‌ای برای کودکان بسیار محبوبیت دارد اما باید توجه داشت که این نوع از اسبچه‌ها غالباً بسیار سرکش بوده و کنترل کردنشان سخت می‌باشد.
همچنین از اسبچه‌های شتلند در قرن نوزدهم به عنوان اسب بارکش استفاده می‌شده است.